# WZ-132
WZ-132軽戦車（簡体字：WZ-132轻型坦克、繁体字：WZ-132輕型坦克）は、1960年代から1970年代にかけて開発された中国の軽戦車である。10年以上開発は続けられたが、最終的に生産するには技術的に無理があることが判明し、開発は止められた。

## 設計と開発
1960-70年代、中ソ対立と呼ばれ、中ソ関係は非常に緊迫したものとなった。ソ連の戦車設計者との競争の中、中国は59式戦車、62式軽戦車、63式水陸両用戦車などを開発した。WZ-132もこの時期に設計されたが、当時の中国では技術指標が高すぎて大量生産することができず、1975年に設計が頓挫するまで何度も仕様が変更された。 
この車両は、銃を含めて全長8.53m（28.0ft）で、1973年までに22.5t（24.8米トン）の重量があった。高さ2.12m（7.0ft）、幅2.92mであった。車長・操縦士・砲手・装填手の4人の乗組員で、主兵装は100mm滑腔砲1門と12.7mm機関銃1門、副砲として7.62mm機関銃2門で構成されていた。パワーウェイトレシオは18kW/tで、道路走行時の速度は65km/h、航続距離は500kmであった。トーションバー式サスペンションを採用していた。